# Europamästerskapen i amatörboxning
Europamästerskapen i amatörboxning genomfördes första gången 1925 på herrsidan och 2001  på damsidan.

## Tävlingar
| Upplaga | År   | Värd                      | Datum             | Grenar |
| ------- | ---- | ------------------------- | ----------------- | ------ |
| 1       | 1925 | Stockholm, Sverige        | 5–7 maj           | 8      |
| 2       | 1927 | Berlin, Tyskland          | 16–30 maj         | 8      |
| 3       | 1930 | Budapest, Ungern          | 3–8 juni          | 8      |
| 4       | 1934 | Budapest, Ungern          | 11–15 april       | 8      |
| 5       | 1937 | Milano, Italien           | 5–9 maj           | 8      |
| 6       | 1939 | Dublin, Irland            | 18–22 april       | 8      |
| –       | 1942 | Breslau, Tyskland         | 20–25 januari     | 8      |
| 7       | 1947 | Dublin, Irland            | 12–17 maj         | 8      |
| 8       | 1949 | Oslo, Norge               | 13–18 juni        | 8      |
| 9       | 1951 | Milano, Italien           | 14–19 maj         | 10     |
| 10      | 1953 | Warszawa, Polen           | 18–24 maj         | 10     |
| 11      | 1955 | Västberlin, Västtyskland  | 27 maj – 5 juni   | 10     |
| 12      | 1957 | Prag, Tjeckoslovakien     | 25 maj – 2 juni   | 10     |
| 13      | 1959 | Luzern, Schweiz           | 24–31 maj         | 10     |
| 14      | 1961 | Belgrad, Jugoslavien      | 3–10 juni         | 10     |
| 15      | 1963 | Moskva, Sovjetunionen     | 26 maj – 2 juni   | 10     |
| 16      | 1965 | Östberlin, Östtyskland    | 21–29 maj         | 10     |
| 17      | 1967 | Rom, Italien              | 25 maj – 2 juni   | 10     |
| 18      | 1969 | Bukarest, Rumänien        | 31 maj – 8 juni   | 11     |
| 19      | 1971 | Madrid, Spanien           | 11–19 juni        | 11     |
| 20      | 1973 | Belgrad, Jugoslavien      | 1–9 juni          | 11     |
| 21      | 1975 | Katowice, Polen           | 1–8 juni          | 11     |
| 22      | 1977 | Halle, Östtyskland        | 28 maj – 5 juni   | 11     |
| 23      | 1979 | Köln, Västtyskland        | 5–12 maj          | 12     |
| 24      | 1981 | Tammerfors, Finland       | 2–10 maj          | 12     |
| 25      | 1983 | Varna, Bulgarien          | 7–15 maj          | 12     |
| 26      | 1985 | Budapest, Ungern          | 25 maj – 2 juni   | 12     |
| 27      | 1987 | Turin, Italien            | 30 maj – 7 juni   | 12     |
| 28      | 1989 | Aten, Grekland            | 29 maj – 3 juni   | 12     |
| 29      | 1991 | Göteborg, Sverige         | 7–12 maj          | 12     |
| 30      | 1993 | Bursa, Turkiet            | 6–12 september    | 12     |
| 31      | 1996 | Vejle, Danmark            | 30 mars – 7 april | 12     |
| 32      | 1998 | Minsk, Belarus            | 17–24 maj         | 12     |
| 33      | 2000 | Tammerfors, Finland       | 13–21 maj         | 12     |
| 34      | 2002 | Perm, Ryssland            | 12–21 juli        | 12     |
| 35      | 2004 | Pula, Kroatien            | 19–29 februari    | 11     |
| 36      | 2006 | Plovdiv, Bulgarien        | 13–23 juli        | 11     |
| 37      | 2008 | Liverpool, Storbritannien | 5–15 november     | 11     |
| 38      | 2010 | Moskva, Ryssland          | 4–13 juni         | 11     |
| 39      | 2011 | Ankara, Turkiet           | 17–24 juni        | 10     |
| 40      | 2013 | Minsk, Belarus            | 1–8 juni          | 10     |
| 41      | 2015 | Samokov, Bulgarien        | 6–15 augusti      | 10     |
| 42      | 2017 | Charkiv, Ukraina          | 14–26 juni        | 10     |
| 43      | 2019 | Minsk, Belarus            | 21–30 juni        | 10     |
| 44      | 2022 | Jerevan, Armenien         | 21–31 maj         | 13     |
| 45      | 2024 | Belgrad, Serbien          | 15–29 april       | 13     |

| Upplaga | År   | Värd                            | Datum                    | Grenar |
| ------- | ---- | ------------------------------- | ------------------------ | ------ |
| 1       | 2001 | Saint-Amand-les-Eaux, Frankrike | 10–14 april              | 11     |
| 2       | 2003 | Pécs, Ungern                    | 11–17 maj                | 13     |
| 3       | 2004 | Riccione, Italien               | 3–10 oktober             | 13     |
| 4       | 2005 | Tønsberg, Norge                 | 8–15 maj                 | 13     |
| 5       | 2006 | Warszawa, Polen                 | 3–10 september           | 13     |
| 6       | 2007 | Vejle, Danmark                  | 15–20 oktober            | 13     |
| 7       | 2009 | Mykolajiv, Ukraina              | 14–21 september          | 11     |
| 8       | 2011 | Rotterdam, Nederländerna        | 17–22 oktober            | 10     |
| 9       | 2014 | Bukarest, Rumänien              | 31 maj – 7 juni          | 10     |
| 10      | 2016 | Sofia, Bulgarien                | 14–24 november           | 10     |
| 11      | 2018 | Sofia, Bulgarien                | 4–13 juni                | 10     |
| 12      | 2019 | Alcobendas, Spanien             | 22 augusti – 1 september | 10     |
| 13      | 2022 | Budva, Montenegro               | 14–22 oktober            | 12     |
| 14      | 2024 | Belgrad, Serbien                | 15–29 april              | 12     |